# René Petit

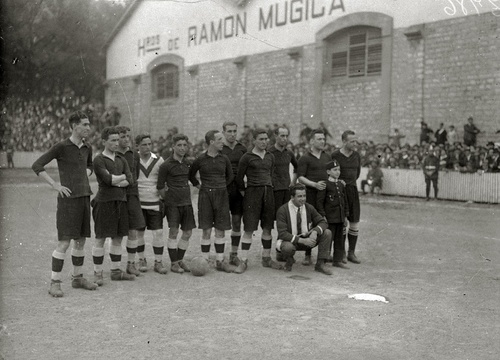
René Petit (ganz rechts) im Kreis seiner Mitspieler von Real Unión Irún (1924)

René Petit (* 8. Oktober 1899 in Dax; † 14. Oktober 1989 in Hondarribia; vollständiger Name: René Petit de Ory) war ein französischer Fußballspieler, der nahezu seine gesamte Sportlerkarriere und sein Berufsleben in Spanien verbracht hat, wo er bis in die Gegenwart als „Di Stéfano der 20er Jahre“ gilt. Petit war auch Nationalspieler und Olympiateilnehmer für Frankreich. Beruflich arbeitete er als Ingenieur.

## Spielerkarriere
| Vereinsstationen               | von … bis              |
| ------------------------------ | ---------------------- |
| Real Madrid                    | vor 1914–1917          |
| Real Unión Irún                | 1917–1920              |
| Stade Bordeaux Université Club | 1920                   |
| Real Unión Irún                | 1920–Anfang der 1930er |

René Petit kam als Sohn eines französischen leitenden Angestellten der nordspanischen Eisenbahngesellschaft Compañía de los Caminos de Hierro del Norte de España und einer Spanierin im französischen Baskenland zur Welt. Die Familie zog bald nach der Jahrhundertwende nach Madrid, wo René zunächst in einer Jugend- und dann – bereits ab 1914, also als gerade erst Fünfzehnjähriger – in der Herrenmannschaft von Real Madrid (das anfangs noch unter dem Namen Madrid FC firmierte) Fußball spielte. Mit den Madrilenen gewann der auf der Verbinder- oder Halbstürmerposition agierende Spieler 1916 und 1917 die zentralspanische Meisterschaft – eine landesweite Liga gab es in Spanien bis 1928 noch nicht – und 1917 auch den spanischen Pokalwettbewerb. Diesen Titel gewann er 1918 erneut, dann allerdings mit Real Unión Irún, einem Verein, der nahe der spanisch-französischen Grenze beheimatet war. Im selben Jahr wurde Petit zur französischen Armee einberufen; im Unterschied zu seinem Bruder Jean, der ebenfalls als talentierter Fußballer galt, überstand René Petit die letzten Wochen des Ersten Weltkriegs aber unversehrt.

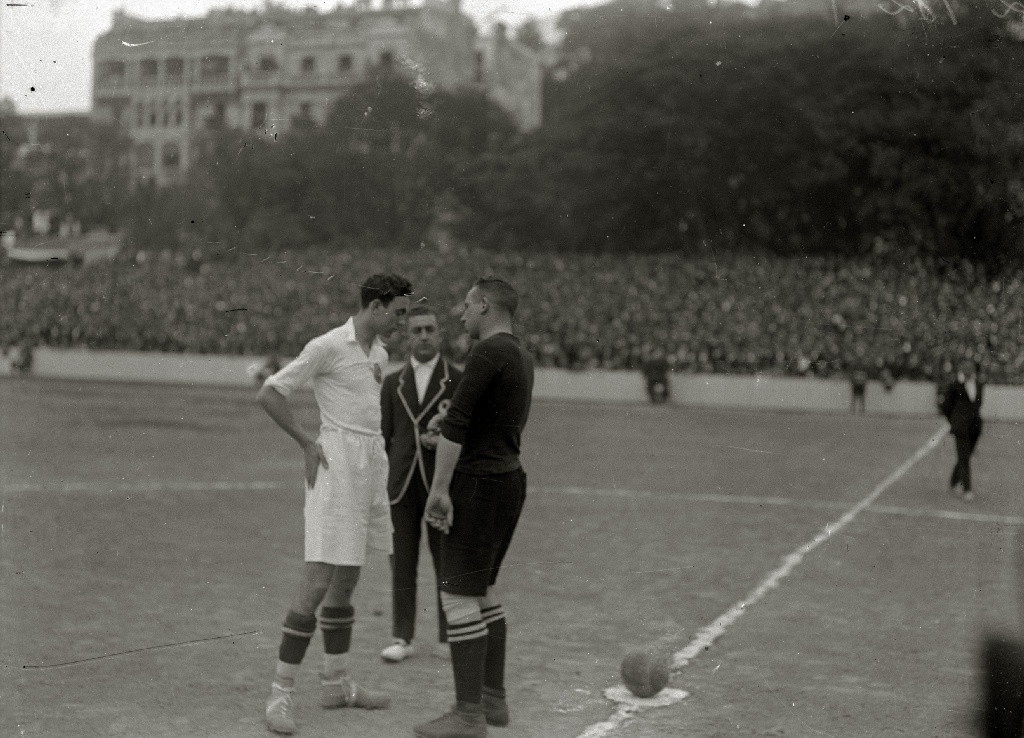
René Petit (rechts) vor dem Anstoß eines Spiels zwischen Irun und seinem Ex-Klub Real Madrid (1924)

1920 berief ihn der französische Fußballverband FFFA in den Kreis der Spieler, die die A-Nationalelf beim olympischen Fußballturnier in Antwerpen bildeten. René Petit wurde dort zum ersten Nationalspieler Frankreichs, der nicht aus einer der frühen Fußball-Hochburgen des Landes (Paris, Nordfrankreich, Normandie, Mittelmeerküste) stammte. Da es damals erforderlich war, einem Verein des Landes anzugehören, für das man an den Olympischen Spielen teilnehmen wollte, schloss er sich vorübergehend dem Stade Bordeaux Université Club an, mit dem er 1920 auch das Achtelfinale des französischen Pokals erreichte. In Antwerpen bestritt er beide Spiele der Franzosen gegen Italien (3:1-Sieg) und die Tschechoslowakei. In dem mit 1:4 verlorenen Halbfinale gegen die Tschechoslowaken gehörte René Petit einem zeitgenössischen Bericht zufolge noch zu den besten Spielern seiner Elf. Anschließend kehrte er nach Irun zurück und spielte dort auch wieder sehr erfolgreich für den Real Unión Club, mit dem er 1924 und 1927 zwei weitere Titel im Landespokalwettbewerb errang und bis in die frühen 1930er Jahre hinein mehrfach Meister der ostbaskischen Provinz Gipuzkoa wurde (siehe Petits Palmarès weiter unten). In Iruns Pokalsiegerelf von 1924 stand mit Manuel Anatol ein weiterer Spieler mit französisch-baskischem Familienhintergrund, und anschließend begann sich mit Santiago Urtizberea ein Stürmer in der ersten Elf von Real Unión zu etablieren, der – wie seinerzeit Petit – zu diesem Zeitpunkt erst 15 Jahre alt war.
Als die FFFA Petit erneut in Frankreichs Nationalmannschaft holen wollte, stellte sich der spanische Verband quer – und René Petit entschied sich für die Fortsetzung seiner Karriere in Spanien. Petit gilt dort in der Gegenwart aufgrund seiner außerordentlichen körperlichen Konstitution, seiner balltechnischen Fähigkeiten und seines für die Zeit ungewöhnlichen Spielverständnisses – insbesondere des von ihm praktizierten Kombinationsspiels mit genauen Pässen statt der noch verbreiteten weiten, unkontrollierten Schläge in Richtung der Stürmer – als einer der ersten „modernen Spieler“ im spanischen Fußball, als „größter Spieler, den Irun je hatte“, erster „Starspieler“ von Real Madrid und laut El Mundo als legitimer Vorgänger Di Stéfanos.

## Leben außerhalb der Fußballstadien
Privat arbeitete René Petit, der während seiner sportlichen Laufbahn stets Amateur geblieben war, als Wasserbauingenieur, meist im Baskenland, war in verantwortlicher Position an der Anlage der Yesa-Talsperre und der Errichtung ihrer Staumauer beteiligt und leitete von 1959 bis 1969 das Amt für öffentliche Arbeiten in der Provinz Gipuzkoa. Für seine Verdienste erhielt er die Auszeichnung Orden del Mérito Civil. Seinen Lebensabend verbrachte er bis zu seinem Tod, wenige Tage nach Vollendung des 90. Lebensjahres, in Hondarribia, nur einen Steinwurf von der französischen Grenzstadt Hendaye entfernt.

## Palmarès
- Spanischer Pokalsieger: 1917, 1918, 1924, 1927
- Zentralspanischer Meister: 1916, 1917
- Meister der Provinz Gipuzkoa/Guipúzcoa: 1920, 1921, 1922, 1924, 1926, 1928, 1930, 1931
- Olympiateilnehmer: 1920
- 2 Länderspiele für Frankreich